# كارلوس سالازار
كارلوس سالازار (بالإسبانية: Carlos Eduardo Salazar)‏ (1 يوليو 1981 كالي كولومبيا - ) هو لاعب كرة قدم كولومبي يلعب كلاعب وسط.

## روابط خارجية
- كارلوس سالازار على موقع قاعدة بيانات كرة القدم.إي يو (الإنجليزية)
- كارلوس سالازار على موقع Soccerway.com (الإنجليزية)